# 平均绝对误差
在统计学中，平均绝对误差 (英語：Mean absolute error，缩写：MAE)是对表达同一现象的成对观测值之间误差的测量。 Y与X比较的例子包括预测值与观测值的比较、后续时间与初始时间的比较，以及一种测量技术与另一种测量技术的比较。 平均绝对误差MAE的计算方法是绝对误差之和（即曼哈顿距离）除以样本量：
{\displaystyle \mathrm {MAE} ={\frac {\sum _{i=1}^{n}\left|y_{i}-x_{i}\right|}{n}}={\frac {\sum _{i=1}^{n}\left|e_{i}\right|}{n}}.}
因此，它是绝对误差的算术平均值{\displaystyle |e_{i}|=|y_{i}-x_{i}|}, 其中{\displaystyle y_{i}}是预测值，和{\displaystyle x_{i}}是真实值。其他公式可将相对频率作为权重因子。平均绝对误差使用与测量数据相同的标度。这被称为与标度相关的精度度量 (scale-dependent accuracy measure)，因此不能用于对使用不同标度的预测值进行比较。。 平均绝对误差是时间序列分析中预测误差的一个常用度量， 有时会与更标准的平均绝对离差（英語：mean absolute deviation）的定义混淆。 在更广泛的意义上也存在同样的混淆。

## 数量差异和分配差异

两个数据点的平均绝对误差(MAE) 和均方根误差 (RMSE) ，数量差异为 0，分配差异为 2。

在遥感中，平均绝对误差(MAE)有时表示为两个部分的总和：数量差异 (quantity disagreement) 和分配差异 (allocation disagreement)。数量差异是平均误差的绝对值：{\displaystyle \left|{\frac {\sum _{i=1}^{n}y_{i}-x_{i}}{n}}\right|.}分配差异是平均绝对误差(MAE)减去数量差异。
还可以通过观察{\displaystyle (x,y)}图形来识别差异类型。当X值的平均值不等于Y值的平均值时，就存在数量差异。当且仅当点位于同一直线两侧时才存在分配差异。

## 相关测量方法
平均绝对误差是比较预测与最终结果的多种方法之一。公认的替代方法有平均绝对缩放误差 (mean absolute scaled error, MASE)、平均绝对对数误差 (mean absolute scaled error (MASE), MALE) 和均方误差 (mean squared error, MSE)。这些方法都是在不考虑预测过高或过低方向的情况下总结预测结果的；而平均符号差 (mean signed difference, MSD)则是一种强调这一点的测量方法。
在使用选定的性能指标对预测模型进行拟合时，从最小二乘法与均方误差相关的意义上讲，与均方绝对误差相对应的是最小绝对偏差 (least absolute deviations, LAD)。
平均绝对误差与均方根误差 (RMSE) 并不完全相同，尽管有些研究人员是这样报告和解释的。平均绝对误差在概念上比均方根误差更简单，也更容易解释：它只是散点图中每个点与 Y=X 线之间的平均绝对垂直或水平距离。换句话说，平均绝对误差是X和Y之间的平均绝对差值。此外，每个误差对平均绝对误差的影响与误差的绝对值成正比。这与均方根误差不同，均方根误差涉及差值的平方，因此几个较大的差值会使均方根误差比平均绝对误差增加更多。

## 参阅
- 曼哈頓距離